# آنتوان پینه
آنتوان پینِه (فرانسوی: Antoine Pinay‎؛ زادهٔ ۳۰ دسامبر ۱۸۹۱ – درگذشتهٔ ۱۳ دسامبر ۱۹۹۴) یک سیاست‌مدار اهل فرانسه بود که از ۸ مارس ۱۹۵۲ تا ۸ ژانویه ۱۹۵۳ نخست‌وزیر این کشور بود.
پینه در ۱۳ دسامبر ۱۹۹۴ تنها به فاصله ۱۷ روز پیش از تولد ۱۰۳ سالگی‌اش، درگذشت. وی با داشتن عمر ۱۰۲ سال و ۳۴۸ روز، دارای سومین بیشترین طول عمر در بین حاکمان و روسای کشورها در تاریخ پس از چائو سن کوکسال چوم و جلال بایار است.